# Фантазам 5: Уништитељ
Фантазам 5: Уништитељ (енгл. Phantasm: Ravager) је амерички хорор филм из 2016. режисера Дејвида Хартмена, пети и последњи део филмског серијала Фантазам.
Ангус Скрим се у 90. години живота, по пети пут нашао у улози главног антагонисте, Висoког човека, што му је била и последња улога, пошто је преминуо пре него што је филм званично објављен, али је ипак успео да га погледа и по речима његових колега, веома му се допало како је испало. Реџи Банистер се такође по пети пут нашао у улози Реџија, а Мајкл Балдуин и Бил Торнбери по четврти пут у улози Мајка и Џодија Пирсона. Главна јунакиња и преживела из трећег дела, Фантазам 3: Господар мртвих, Роки, се такође враћа у овом филму, а и тумачи је иста глумица Глорија Лин Хенри. Од ликова из претходних делова враћа се и Кети Лестер, која поново тумачи Даму у лаванди из оригинала, а и у 3. делу је тумачила медицинску сестру.
Иако је филм, како сами глумци и режисер кажу, снимљен за фанове серијала, није добио позитивне критике ни од публике. Главни разлог је поприлично замршена прича у којој Реџи прелази из једног времена у треће, па се онда враћа на друго, а то свакако није оно што је публика желела да види, већ пуно више борбе и коначни окршај са Високим човеком, што се није десило. Због тога има и најнижу оцену IMDbу - 5,1/10. Иако ни буџет ни зарада још увек нису познати, претпоставља се да ни једна ни друга цифра нису претерано високе.
Директан је наставак филма Фантазам 4: Заборав, који је снимљен 18 година раније. Завршио је франшизу од 5 филмова који су трајали преко 37 година.
Филм је посвећен Ангусу Скриму који је тумачио Високог човека (Џебадијаха Морнингсајда) у свим деловима и постао један од икона хорора.

## Радња
Након догађаја из 4. филма, Реџи се изгубио у пустињи. Случајно наилази на човека који му је украо кола и успева да их врати, међутим нападају га летеће лопте, које убијају лопова, а њега повређују. Он се одједном буди у дворишту испред болнице и поред њега седи Мајк (који је највероватније умро на крају претходног филма) и он му говори да је постао сенилан и да се ништа у вези Високог човека није десило. Реџи ускоро схвата да је то још једно привиђење и он се поново састаје с Високим човеком, који му нуди животе свих из његове породице, а да му се он склони с пута, што Реџи одбија јер жели да врати и Мајка и Џодија.
Након мноштва нејасних и збуњујућих сцена у којима Реџи прелази из једног периoда свог живота у други, он се поново сусреће с Мајком и неколицином војника који се боре против Високог човека. Реџи им се прикључује, али се убрзо поново пробуди у болници, па неколико секунди потом усред рата против Високог човека, да би се све завршило тако што Реџи умире поред Мајка и Џодија у јодној од сцена при крају. Међутим, игноришући ту сцену радња поново иде унапред и приказује како се Реџи, Мајк, Роки (из 3. филма), Џоди и Чанк окупљају спремни да нападну Високог човека, док се изнад њих налазе хиљаде његових летећих лопти што симболично показује да је рат против Високог човека тек почео.

## Улоге
| Глумац            | Улога                              |
| ----------------- | ---------------------------------- |
| Ангус Скрим       | Високи човек Џебадијах Морнингсајд |
| Реџи Банистер     | Реџи                               |
| Мајкл Балдуин     | Мајк Пирсон                        |
| Глорија Лин Хенри | Роки                               |
| Дон Коди          | Дон/Џејн                           |
| Стивен Џутрас     | Чанк                               |
| Бил Торнбари      | Џоди Пирсон                        |
| Кети Лестер       | Дама у лаванди                     |
| Данијел Робек     | Деметер                            |
| Соли Дуран        | Рајна                              |
| Данијел Швегер    | Лопов                              |